# Енсинал (Њу Мексико)
Енсинал (енгл. Encinal) насељено је место без административног статуса у америчкој савезној држави Њу Мексико.

## Демографија
По попису из 2010. године број становника је 210, што је 10 (5,0%) становника више него 2000. године.
| Група             | 2000.    | 2010.     |
| Белци             | 2 (1,0%) | 1 (0,5%)  |
| Афроамериканци    | 0 (0,0%) | 2 (1,0%)  |
| Азијати           | 0 (0,0%) | 0 (0,0%)  |
| Хиспаноамериканци | 6 (3,0%) | 19 (9,0%) |
| Укупно            | 200      | 210       |